# Conspiration de Tagantsev

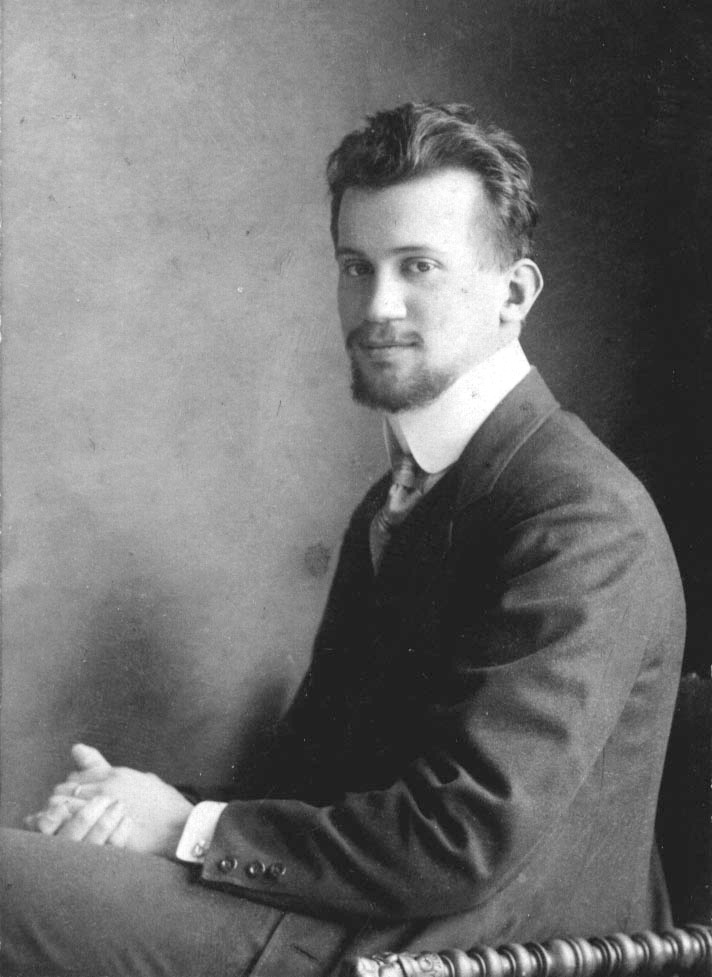
Vladimir Nicolaïevitch Tagantsev.

La conspiration de Tagantsev est un complot monarchiste inventé par la police secrète soviétique en 1921 afin de réprimer les intellectuels susceptibles de s'opposer aux bolcheviks. Plus de huit cents personnes, principalement issues des milieux scientifiques et artistiques de Petrograd, sont arrêtées, inculpées de terrorisme ; 98 sont exécutées - dont le mari d'Anna Akhmatova, Nicolas Goumilev - et beaucoup sont envoyées dans des camps de concentration. L'affaire est désignée ainsi en référence à Vladimir Nicolaïevitch Tagantsev, géographe et membre de l'Académie des sciences de Russie, torturé et amené à donner des centaines de noms de personnes ayant critiqué le régime bolchevik. Le complot est inventé par Iakov Agranov, plus tard l'un des principaux organisateurs des procès de Moscou et des grandes purges. En 1992, les autorités russes reconnaissent officiellement qu'il avait été créée de toutes pièces, et les victimes sont réhabilitées. 